# Oligotoma asymmetrica
Oligotoma asymmetrica is een insectensoort uit de familie Oligotomidae, die tot de orde webspinners (Embioptera) behoort. De soort komt voor in India.
Oligotoma asymmetrica is voor het eerst wetenschappelijk beschreven door Menon & George in 1936.